# Джоске Хіґашиката
Джоске Хіґашиката (яп. 東方 仗助) — персонаж із всесвіту JoJo's Bizarre Adventure, є головним героєм у Diamond Is Unbreakable.

## Опис
Джоске — високий юнак середньої статури. Носить невеликі сережки у вухах. Характерною особливістю для нього є добре покладена зачіска, яку він зробив у данину поваги людині, яка врятувала його в дитинстві. Тому Джоске вороже ставитиметься до будь-кого, хто образить його зачіску. Джоске одягнений у японську шкільну форму.
Джоске зізнається, що нервує з відомими людьми, вирішивши не йти з Коїчі на першу зустріч із Кішибе Роханом через його популярність як великого "манґаки". Джоске також має страх перед черепахами, однак він намагається подолати його. Він також показав помірний страх перед привидами. Тим не менш, у бою Джоске набагато спокійніше і впевненіше у здібностях Crazy Diamond, але його впевненість не поширюється на самого себе, тому що Джоске все ще може нервувати, якщо щось піде не так.

## Біографія

### Stardust Crusaders
На момент подій Stardust Crusaders йому було 4 роки, а сам Джозеф був не в курсі того, що має сина. Джоске живе у вигаданому місті Моріо разом із матір'ю. Джоске завжди спокійний і розважливий, але якщо хтось ображає його зачіску, одразу ж лютує і рветься в бійку. Причина носити подібну зачіску полягає в тому, що маленького Джоске, раптово враженого таємничою тяжкою хворобою (на момент подій Stadust Crusaders), одного разу врятував тяжко поранений незнайомець, коли підкинув свою куртку під колесо машини Томоко, коли вона застрягла в снігу під час пурги, коли вона везла сина до лікарні. Хоча (після смерті Діо) хвороба сама по собі зникла, з того часу Джоске захоплювався незнайомцем, тому скопіював його зачіску. Доля незнайомця невідома.

### Diamond Is Unbreakable
На момент початку подій 4 частини зустрічає Джотаро, який попереджає героя про наявність власників стендів у Моріо та пропонує співпрацю, але спочатку Джоске байдуже поставився до цього та відмовився допомагати. Проте швидко змінив думку, після того, як його дідусь був убитий Анджело — серійним убивцею, який має стенд. Джоске починає боротися з іншими носіями стендів, щоб отримати особливі лук зі стрілою, які пробуджують у людині стенд, щоб таким чином запобігти поширенню недоброзичливих власників стендів. Випробовує суперечливі почуття до Джозефа. З одного боку, він ображений на нього, що той ніяк не допомагав його матері і не бачив, як Джоске ріс, з іншого боку в глибині душі був щасливий побачити батька і швидко «пробачив» його. Дізнавшись про наявність у місті серійного вбивці, Джоске збирає загін із власників стендів щоб зловити злочинця. У першу зустріч Джоске з Кірою другому вдається втекти. Ситуація ускладнилася через зміну образу вбивці. Під час пошуку Кіри Джоске неодноразово вступав у битви з власниками стендів, створених батьком Йошикаґе — Йосіхірою. І лише завдяки сприянню "сина" Кіри, Джоске в результаті вдалося перемогти вбивцю.

## Здібності
Стенд Джоске, Crazy Diamond, може відновлювати об'єкти до їхнього колишнього стану.
Він може вилікувати ушкодження (аж до реконструкції матеріалів) та лікувати захворювання.
Тим не менш, цей Стенд не всемогутній: Crazy Diamond може вилікувати, але не повернути мертвого до життя. Крім того, він не може відновлювати самого себе, і матеріали, що знаходяться на ньому.

## Вплив та критика
Редакція CBR зарахувала Джоске до улюбленого головного героя серед фанатів JoJo.
За словами самого автора манґи Хірохіко Аракі, Джоске є його найулюбленішим персонажем у манзі.
Редакція журналу CBR, оглядаючи персонажа, помітила, що навіть незважаючи на те, що з першого погляду Джоске залишає враження типового героя шьонен-манґи, він наділений деякими якостями, що роблять з нього унікального персонажа. Насамперед це його одержимість своєю зачіскою чи нетипове сімейне становище: Джоске живе разом із одинокою матір'ю у той час як шьонен-герої є завжди сиротами. Серед інших незвичайних якостей виділяється характер героя — він може в деяких ситуаціях висловлювати послух, а також не боїться висловлювати свій стиль перед іншими.